# يسر
بلدية يسر هيَ إحدى بلديات ولاية بومرداس، وهي تقع شرق الجزائر العاصمة بحوالي 60 كلم، وتبعد عن ولاية تيزي وزو مسافة 40 كلم. تحدها شمالاً بلدة سي مصطفى وشرقاً بلدية برج منايل وجنوباً شعبة العامر وتيمزريت وغرباً بلدية سوق الحد ومن الجنوب الغربي بلدية بني عمران.
تعبتر يسر مركز عبور لمواطني بلديات تيزي غنيف وشعبة العامر المتوجهين إلى الجزائر العاصمة وتيزي وزو والبويرة. ويمر منها الطريق الوطني رقم 12 الرابط بين الجزائر العاصمة وتيزي وزو، وكذا طريق السكة الحديدية. تبعد عن المطار الدولي مسافة 40 كلم وعن ميناء الجزائر 60 كلم. أما عن البحر فتبعد أقل من 20 دقيقة عن شواطئ زموري وبومرداس ورأس جنات.

## أصل التسمية والتاريخ
تنطق يَسَّرْ بالشدة على السين، اشتق اسم يسر من الكلمة الأمازيغية «أغزر»، والتي تعني المكان المنخفض الذي يَكمن أسفل المرتفعات وأمام الوديان. ولصعوبة نطق الاسم فقد قام الاستعمار الفرنسي بتغيره إلى «يسر المدينة». وحسب قاموس البلديات الفرنسي فقد تمّ تأسيس البلدية بمفهومها العصري سنة 1880.
عند دخول الاستعمار الفرنسي كانت مدينة يسر تتألف من خمسة عروش والتي تحولت فيما بعد إلى دوار، وهيَ دوار الروافع وبني مكلة والطرفة والقيوس وبني خلفون. لقد أنشئت بلدية يســر في 9 نوفمبر عام 1871 بموجب مرسوم للحاكم العام «قيدون»، وقد كانت تشمل مناطق القيوس آنذاك كما كانت تابعة إدارياً لبلدية برج منايل المجاورة. ففي 1 يناير عام 1876 أنشئت ملحقة للبلدية عرفت بـ«يسـر المدنة» (وهي حالياً مدرسة للبنين)، فقد كان أعضاء هذا المجلس يَتمتعون بالعضوية في المجلس البلدي لبلدية برج منايل.
فصلت بلدية يسر في 20 ديسمبر عام 1880 عن برج منايل بمقتضى قرار رئيس الجمهورية الفرنسية آنذاك، فقد كانت برج منايل تضم أيضاً قبل تقسيمها مناطق «بني مكلة» و«بني خلفون». ثم في سنة 1930 نُقل مقر البلدية إلى «سهل يسر» وهو المقر لحالي حتى الآن (على الأقل حتى 2011). قسمت يسر عند اندلاع الثورة التحريرية الجزائرية في سنة 1957 إلى ثلاث مناطق من أجل التحكم في الأوضاع وضبطها وهي:
1. بلدية يسر وتضم «دوار القيوس» و«الطرفة».
2. بلدية شعبة العامر وتضم «دوار بني خلفون» وجزءاً من «دوار بني مكلة».
3. بلدية الروافع، وتشمل غمراسة ونوغة شلوت (وقد كانت هذه البلدية تحت الحكم الإداري الخاص، أما البلديتان الأخرى ان فقد توفر فيهما مجلس بلدي يضم المستعمرين).

في سنة 1963 وبمقتضى مرسوم 26 يوليو 1963 قرر والي منطقة القبائل الكبرى إنشاء أول مجلس بلدي في مرحلة ما بعد الاستعمار، وقد سمي «ملحقة خاصة» وضم فرنسياً واحداً فقط. وبمقتضى القرار رقم 63/12 المؤرخ في 22 يونيو 1963 أصبحت المدينة تحمل اسم «يسر». وفي 6 نوفمبر 1963 وتطبيقاً للتقسيم الإداري الجديد فقد قرر والي «منطقة القبائل الكبرى» ضم كل المناطق التي كانت تابعة لبلدية يسر قبل سنة 1957 - أي مناطق الروافع وبني مكلة وجزء من بني خلفون - إليها مجدداً. وبمقتضى القرار رقم 24/67 المؤرخ في 18 يناير 1967 المتعلق بتسيير البلديات والذي جاء بقانون البلدية فقد أنشئت بلدية شعبة العامر.
انتخب أول مجلس شعبي بلدي من خلال قائمة الحزب الواحد لجبهة التحرير الوطني الجزائرية والتي تضم 15 عضو، ويَقوم هذا المجلس بتسيير شؤون البلدية عبر مكتب تنفيذي يترأسه رئيس المجلس ونائبان معه لفترة 4 سنوات. في 14 فبراير 1971 انتخب ثاني مجلس شعبي بلدي ليسر، وقد ضم 15 عضواً 3 منهم يُمثلون المكتب التنفيذي، ويُعتبر الرئيس العضو الوحيد الذي يَتصف بصفة العضو الدائم.
أما ثالث مجلس شعبي بلدي فقد انتخب في 30 مارس 1975 وضم 21 عضواً ومكتباً تنفيذياً بخمسة أعضاء ولمدة خمسة سنوت. أما المجلس الشعبي البلدي الرابع فقد انتخب في 18 ديسمبر 1984 وضم 29 عضواً ومكتباً تنفيذياً بخمسة أعضاء ولمدة خمس سنوات، ثلاثة منهم دائمون.

### إنشاء بلدية تيمزريت
بعد تعديل الدستور الجزائري سنة 1989 الذي نص على إتاحة التعددية السياسية وإنهاء العهدة الانتخابية فقد ألغي المجلس الشعبي البلدي وأصبحت تسير البلدية عن طريق «المندوبية التنفيذية» لمدة 6 أشهر. واستمرت الأوضاع هكذا حتى 12 يناير 1990 عندما أقيمت أول انتخابات تعددية بمشاركة جبهة التحرير الوطني الجزائرية والتجمع من أجل الثقافة والديمقراطية والجبهة الإسلامية للإنقاذ وحركة مجتع الإسلامي. وقد فازت خلال الانتخابات الجبهة الإسلامية للإنقاذ بـ7 أعضاء تليها جبهة التحرير الوطني بـ4 أعضاء.
يَتكون المكتب التنفيذي من 4 أعضاء دائمين منهم رئيس البلدية و3 نواب بالإضافة إلى ممثل لملحقة القرية الفلاحية حسبما يَنص عليه قرار 62/90 ل12 يناير 1990. وبعد إيقاف المسار الانتخابي سنة 1991 وحل الجبهة الإسلامية للإنقاذ عين «شتى عمر» كرئيس للمندوبية التنفيذية لبلدية يسر حتى إجراء الانتخابات البلدية سنة 1998 والتي فازت بها جبهة القوى الاشتراكية وعُين «أكلي خودي» رئيساً للمجلس البلدي، وقد كان نائبه الأول «مراد شمام» ونائبه الثاني «محمد حاكم» من حركة حماس.
في سنة 2002 أجريت ثالث انتخابات تعددية في الجزائر وفاز بها حزب جبهة التحرير الوطني الجزائرية والذي تحالف مع التجمع الوطني الديمقراطي، ولذا فقد عُين «عبد المجيد بلعيد» على رأس المجلس البلدي ونائبه الأول «محمد قادر»، وهذا إلى غاية الانتخابات الرابعة سنة 2007 والتي فاز بها عمر شتى مجدداً.

## التضاريس والمناخ
يسر هي مكان منخفض يمثل سهلاً قليل التضاريس، والذي كان يُسمى بـ«سهل متجه»، كما أن يسر تمتد حالياً إلى أماكن مرتفعة قليلاً مثل «يسر المدينة» و«نوغة غمراسة» و«الطرفة»، وهيَ أماكن ترتفعة بالنسبة لمركز البلدية. كما يَحدها واديان مجاوران هما «وادي يسر» من الغرب والذي يمتد من ولاية المدية مروراً بالأخضرية ليَتدفق برأس جنات، ومن الشرق «وادي جمعة» الذي يَتصل بوادي يسر عند مخرج البلدية من ناحية لقاطة. وتعتبر يسر من لأراضي الزراعية نظراً لخصوبة أراضيها.
أما المناخ فهو حار صيفاً وبارد شتاءً (مناخ متوسطي)، فتهطل على البلدية أمطار غزيرة في الشتاء إذ عَرفَ وادي يسر في الماضي عدة فياضانات أهمها كانت في سنوات 1975 و2002 و2006، أما الحرارة فتصل إلى 40 درجة في شهر أغسطس. إلا أن التغيرات المناخية في السنوات الأخيرة أثرت بشكل واضح على ما هو معتاد عليه، فمثلاً بعد أن كان وادي يسر مملوءاً بالماء طوال السنة في الماضي أصبح من الفريد أن يُشاهد الماء فيه ولم يَبق على أراضيه سوى الرمال.

## الوديان
يتضمن إقليم هذه البلدية العديد من الوديان منها:
- وادي يسر
- وادي الجمعة
- وادي منايل

## السكان
بَلغَ عدد سكان بلدية يسر في مطلع عام 2011 أكثر من 35,000 نسمة، بينما لم يَتعدى 7,200 نسمة عام 1880. ويَرجع سبب هذا الارتفاع إلى عدة أمور من بينها انخفاض نسبة الوفيات نظراً لتحسن الأوضاع الصحية والمعيشية ونزوح سكان الريف إليها وزيادة نسبة المواليد. ويُعتبر الشباب النسبة الأكبر للسكان بمعدل لا يتجاوز 30 سنة.

## المساحة والقرى
تبلغ مساحة بلدية ســر حوالي 67 كيلومتر مربع، موزعة على 11 قرية هيَ:
1. يسر.
2. يسر المدينة.
3. ونوغة.
4. غمراسة.
5. بوشاقور.
6. جعونة.
7. الطرفة.
8. القرية الفلاحية (لعبيد حالياً).
9. تملقمت.
10. بويدر.
11. الشلوت.

## الزوايا
- «زاوية سيدي عبد الرحمن الثعالبي».

## الملاعب
يضم إقليم هذه البلدية العديد من ملاعب كرة القدم، منها:
1. ملعب يسر [الفرنسية] (الإحداثيات: 36°43′35″N 3°39′50″E / 36.7264153°N 3.6637502°E)

## مواضيع ذات صلة
- بلديات ولاية بومرداس
- دوائر ولاية بومرداس